# Deaf Forever
Deaf Forever (engl.: Für immer taub) ist ein zweimonatlich erscheinendes Musikmagazin mit Sitz in Dortmund. Die erste Ausgabe erschien am 13. August 2014. Das Heft wurde von zahlreichen ehemaligen Mitarbeitern des Magazins Rock Hard gegründet. Der auf dem Heftdeckel erscheinende Untertitel lautet "Metal und Hardrock für Überzeugungstäter".

## Geschichte
Am 8. Januar 2014 gab das Magazin Rock Hard die Trennung von Götz Kühnemund bekannt, der 24 Jahre lang Chefredakteur des Magazins war. Gleichzeitig wurde die Trennung von den Redakteuren Andreas Himmelstein und Frank Albrecht bekanntgegeben. Laut Angabe des Rock Hard erfolgte die Trennung von Kühnemund „einvernehmlich“. „Die Vorstellungen bezüglich der Zukunft von Rock Hard liegen zu weit auseinander“, heißt es in dem Statement. Von Andreas Himmelstein und Frank Albrecht trennte sich das Magazin hingegen aus „rein wirtschaftlichen Gründen“. In der Folgezeit verließen einige weitere freie Mitarbeiter aus Solidarität mit den entlassenen Kollegen das Rock Hard ebenfalls.
Kühnemund und Wolf-Rüdiger Mühlmann, ebenfalls ein ehemaliger Mitarbeiter des Rock Hard, beschlossen daraufhin, ein eigenes Magazin zu gründen. Hierfür wurde mit der In Dubio Pro Metal Verlags- und Handelsgesellschaft mbH ein eigener Verlag gegründet, deren Geschäftsführung Kühnemund übernahm. Kühnemund und Mühlmann treten gleichzeitig als Herausgeber auf. Zum Team gehören zahlreiche Musiker wie Darkthrone-Schlagzeuger Fenriz, Primordial-Sänger Alan Averill und Atlantean-Kodex-Gitarrist Manuel Trummer.
Der Name des Magazins stammt von einem Lied der britischen Band Motörhead. Auf der Seite des Magazins beruft Kühnemund sich auf den Motörhead-Sänger und -Bassisten Lemmy Kilmister: „Schon Lemmy hat gesagt: Wer taub ist, kann keine schlechte Musik hören!“ Die erste Ausgabe erschien am 13. August 2014 mit King Diamond auf der Titelseite. Bereits vor der Veröffentlichung der ersten Ausgabe schlossen über 1.000 Personen ein Abonnement ab.